# Jan Mlčoch
Jan Mlčoch (* 26. února 1953 Praha) je český konceptuální umělec, teoretik fotografie, kurátor fotografických výstav a kurátor sbírek fotografie pražského Uměleckoprůmyslového muzea. Jeho bratr Lubomír Mlčoch (* 1949) je mineralog a nakladatel, který založil nakladatelství Granit.

## Život
Jan Mlčoch se narodil v Praze-Podolí, kde vyrůstal ve vile, kterou postavil jeho děd Josef Mlčoch – bývalý legionář a sběratel umění. Otec Lubomír Mlčoch pracoval jako asistent na Českém vysokém učení technickém, matka Marie byla úřednice. Má staršího bratra Lubomíra (* 1949). Vystudoval střední průmyslovou školu v Praze.
Díky akad. malíři Antonínu Svárovskému se dostal nejprve k brigádě a od roku 1972  ke stálému zaměstnání v depozitáři Národní galerie v Anežském klášteře. Později z Národní galerie odešel a pracoval jako studnař u stavebního podniku v Benešově, od roku 1978 byl bezpečnostním technikem a archivářem v nakladatelství Odeon. Z Odeonu pak v 1. polovině 90. let přešel do Uměleckoprůmyslového muzea v Praze, kde jako kurátor dostal na starost sbírku fotografie a kde působí dosud.

## Konceptuální umělec
Od roku 1974 se začal věnovat konceptuálnímu umění a zařadil se mezi jeho tvůrce. Věnoval se též body–artu. Byla to forma provokativního protestu proti oficiálnímu umění. Proslulá byla jeho performance Zavěšení. V té době se stýkal s některými disidenty,  sám však Chartu 77, ale ani Antichartu nepodepsal. Jeho umění teoreticky zhodnotil Petr Rezek.

## Kurátor sbírky
Již přes 30 let pracuje jako kurátor sbírky fotografie v Uměleckoprůmyslovém museu v Praze.
Spolu s Vladimírem Birgusem obdržel od Asociace profesionálních fotografů ČR ocenění Osobnost české fotografie za rok 2005 za uspořádání výstavy Česká fotografie 20. století.

### Výstavy (výběr)
- 2021 Josef Sudek / Otto Rothmayer. Návštěva u pana kouzelníka, Uměleckoprůmyslové museum, Praha, 16. prosince 2021 – 27. března 2022, kurátor: Jan Mlčoch[5]
- 2022 Petr Tausk: Portréty, Galerie Josefa Sudka, Uměleckoprůmyslové museum v Praze. Kurátoři: Jan Mlčoch, Vladimír Birgus. 2. března – 19. června 2022.[6]
- 2023 Jaroslav Bouček: Fotograf, historik, vědec, Galerie Josefa Sudka, kurátor: Jan Mlčoch,[7]
- 2024 Helena Wilsonová: Fotografie, Dům fotografie, Galerie hlavního města Prahy, 12. listopadu 2024 – 23. února 2025, kurátor: Jan Mlčoch.[8]
- 2025 Josef Sudek: Periferie,  Ateliér Josefa Sudka, Praha, 15. únor – 1. červen 2025, kurátor: Jan Mlčoch[9]
- 2025 PHOTO: FRED KRAMER, Uměleckoprůmyslové museum, Praha, 17. duben – 27. červenec 2025, kurátor: Jan Mlčoch[10]

## Publikace (výběr)
- BIRGUS, Vladimír; MLČOCH, Jan. František Drtikol. Praha: KANT, 1999. ISBN 80-86217-08-6.
- BIRGUS, Vladimír; MLČOCH, Jan. Akt v české fotografii. Praha: KANT, 2000. ISBN 80-86217-53-1.
- BIRGUS, Vladimír; MLČOCH, Jan. Jaroslav Rössler – fotografie, koláže, kresby. Praha: KANT, 2003. ISBN 80-86217-48-5.
- BIRGUS, Vladimír; MLČOCH, Jan. Česká fotografie 20. století. Praha: Uměleckoprůmyslové muzeum, KANT, 2005. ISBN 80-86217-89-2.
- MLČOCH, Jan, a kol. Družstevní práce: Sutnar-Sudek. Praha: Uměleckoprůmyslové muzeum, Arbor vitae, 2007. ISBN 80-7101-066-9.